# Leonida Neamțu
Leonida Neamțu (* 26. August 1934 in Soroca, heute Republik Moldau; † 25. Oktober 1992 in Cluj-Napoca) war ein rumänischer Schriftsteller.

## Leben
Neamțu besuchte die Grundschule in Vișeu und das Gymnasium Dragos Voda in Sighetu Marmației. Von 1951 bis 1953 studierte er an der Philologischen Fakultät der Universität Cluj. Nachdem ihn Anatol E. Baconsky als Redakteur des Almanahul Literar, der Zeitschrift des rumänischen Schriftstellerverbandes, eingestellt hatte, erschienen dort 1952 seine ersten Gedichte. 1960 debütierte er mit dem Gedichtband Cantecul constelatiei, dem 1962 Ochii folgte. Ab 1964 widmete er sich der Prosaliteratur. Bekannt wurde Neamțu als Autor von Abenteuer- und Kriminalromanen und Kinderbüchern. 1964 wurde er mit dem Kultur-Verdienst-Orden ausgezeichnet.

## Werke
- Cintecul constelatiei, Gedichte, Vorwort von Dumitru Micu, 1960
- Ochii, Gedichte, 1962
- Toporul de argint, Roman, 1964 (2. Auflage 1967)
- Intoarcerea focului, Erzählungen, 1964
- Celalalt prezent, Roman, 1965
- Frumusetea pietrei nevazute, Roman, 1965
- Aventura si contraaventura, Roman, 1966
- Acolo unde vintul rostogoleste norii, Roman, 2 Bände, 1966
- Febra de origine necunoscuta, Roman, 1967
- Chirie pentru speranta, Roman, 1968
- notatorul ranit, Roman, 1969
- Ferr-Orr, Roman, 1969
- Stii, Lavinia, caracatitele, Roman, 1970
- Moartea e ca o floare de Nu-ma-uita, Roman, 1970
- Teroare pentru colonel, Roman, 1971
- Jurnalul oficial al misiunii Scorbowsky, cele patru caiete si contrajurnalul, Roman, 1971
- Acoperis cu demoni, Roman, 1973
- Casa Isolda sau cutremurul, Roman, 1973
- Blondul impotriva umbrei sale, Roman, 1973
- Norii de diamant, Roman, 1974
- Speranta pentru Marele Vis, Roman, 1975
- Comoara locotenentului Balica, nuvele, Bucuresti, Novelle, 1975
- O meserie de premiant, Roman, 1977
- Cind moare inamicul cel mai bun, Roman, 1977
- Naratiuni detective intr-un tempo clasic, monoton, povestiri. Bucuresti, Erzählungen, 1978
- La Goulue danseaza cu Chocolat, Roman, 1979
- Speranta pentru speranta, Roman, 1980
- Strania poveste a Marelui Joc, Roman, 1982
- Legenda cavalerilor absenti, Roman, 1984
- Balada Capitanului Haag, Roman, 1984
- Orhidee pentru Marifelis, Roman, 1986
- Curbura dubla a infinitului, Roman, 1988